# 穆埃拉斯德尔潘
穆埃拉斯德尔潘，是西班牙卡斯蒂利亚-莱昂萨莫拉省的一个市镇。 总面积73平方公里，总人口856人（2001年），人口密度12人/平方公里。